# Alvignac
Alvignac település Franciaországban, Lot megyében. Lakosainak száma 694 fő (2022. január 1.). Alvignac Miers, Montvalent, Rignac, Rocamadour és Thégra községekkel határos.

## Népesség
A település népességének változása:
| Lakosok száma | 540  | 566  | 473  | 638  | 722  | 729  | 720  | 691  | 692  | 694  |
|               | 1968 | 1982 | 1990 | 2006 | 2013 | 2015 | 2017 | 2019 | 2020 | 2022 |